# Онтологія дитинства
«Онтологія дитинства» (рос. Онтология детства) — оповідання російського письменника Віктора Пелевіна.

## Сюжет
Оповідання є спогадом-роздумом про свободу, яку людина може пізнати тільки в дитинстві, поки дорослі ще не зробили з неї подібну собі істоту, що монотонно переживає дні, які складаються у роки, і потім стають життям. Вічна тема Пелевіна, присутня у кожному його творі у тому чи іншому ракурсі. «У світі немає нічого страшного. У всякому випадку, до тих пір, поки цей світ говорить з тобою; потім, з якогось незрозумілого моменту, він починає говорити у тобі».

## Публікація
Оповідання вперше опубліковане у 1991 році складі авторської збірки Пелевіна «Синій ліхтар», а також в збірці «Мітельшпіль» і під однією обкладинкою з повістю «Жовта стріла».